# Evacuació d'emergència

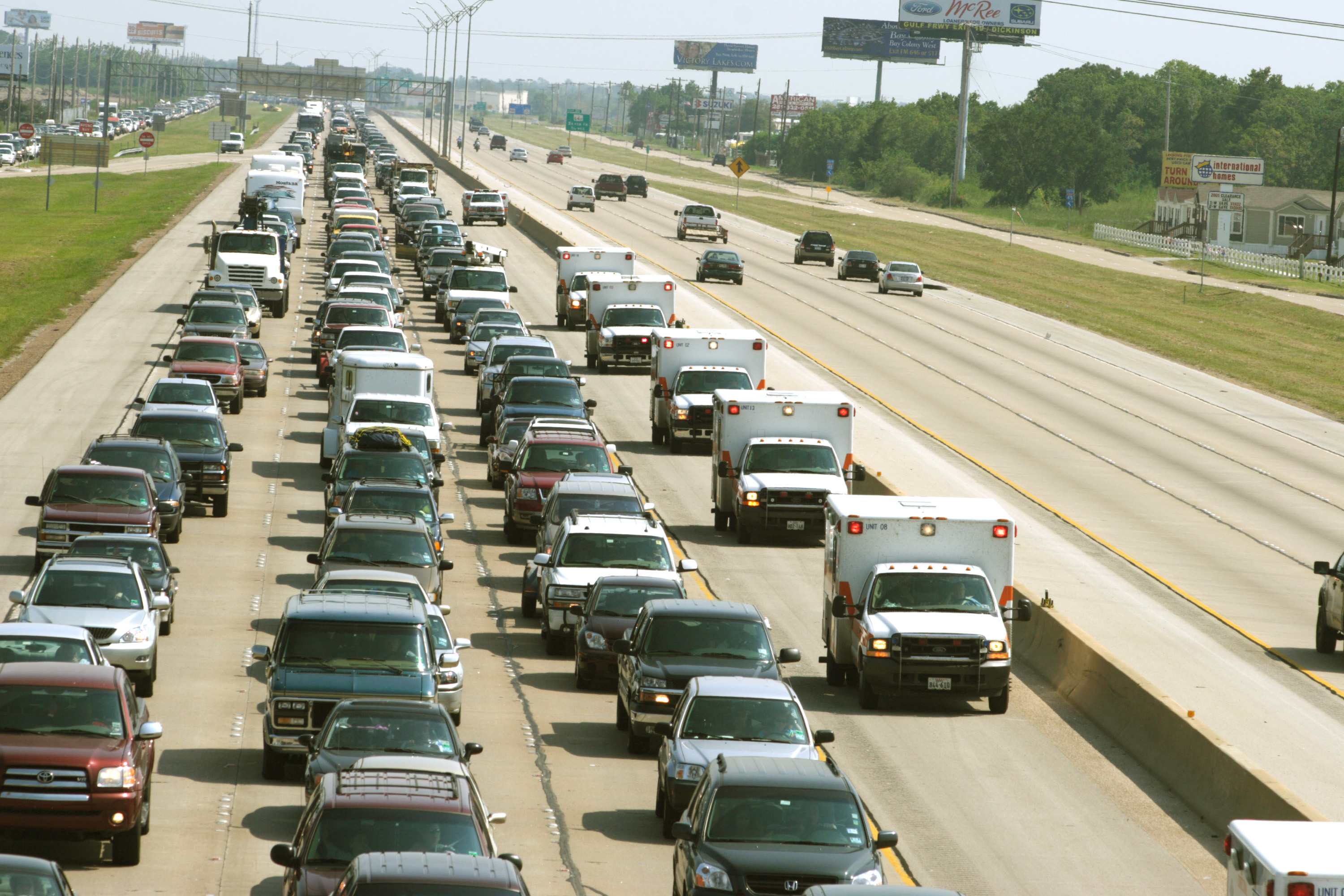
Evacuats a l'Interstate 45 abandonant Galveston, via Houston, durant l'Huracà Rita del 2005.

Una evacuació d'emergència és el moviment immediat i urgent de persones per allunyar-se d'un perill. Els exemples d'evacuació d'emergència van des d'una evacuació a petita escala d'un edifici a causa d'una tempesta o d'un incendi fins a una evacuació a gran escala d'un districte a causa d'una inundació, d'un bombardeig o d'una depressió atmosfèrica. En situacions que comprenen materials perillosos o possible contaminació, pot ser que les persones evacuades siguin descontaminades abans de ser transportades fora de l'àrea contaminada.

## Raons d'evacuació

Senyal especial estatunidenca de límit de velocitat que requereix als conductors mantenir la velocitat màxima de seguretat.

Les evacuacions es poden dur a terme abans, durant o després de desastres tals com:
- Desastre natural
- Erupció d'un volcà
- Cicló
- Inundació
- Terratrèmol
- Tsunami
- Incendi forestal

Altres raons inclouen:
- Accident mediambiental industrial
- Accident nuclear
- Accident de tràfic, incloent-hi accident ferroviari o accident d'avió
- Foc
- Ofensiva militar
  - Bombardeig
  - Atac terrorista
  - Batalla militar
- Fallada estructural
- Brot víric